# 満喫
| ウィキペディアには「満喫」という見出しの百科事典記事はありません（タイトルに「満喫」を含むページの一覧/「満喫」で始まるページの一覧）。 代わりにウィクショナリーのページ「満喫」が役に立つかもしれません。 |